# Halbkreisflugregel

Die Halbkreisflugregel (englisch semicircular rule oder hemispheric rule) ist ein Verfahren im Überlandflug der Luftfahrt. Die Halbkreisflugregel schreibt vor, dass ein Flugzeug je nach geflogenem missweisendem Kurs über Grund (englisch Magnetic Course) und dem Verfahren Sichtflug oder Instrumentenflug auf einer bestimmten Flughöhe fliegen muss. Die Halbkreisflugregel regelt die vertikale Staffelung zwischen diesen Luftfahrzeugen. Erreicht wird damit eine Trennung von Sichtflug und Instrumentenflug in der Flughöhe sowie die Vermeidung von entgegenkommenden Flugzeugen auf der gleichen Flughöhe mit hoher Annäherungsgeschwindigkeit.

## Prinzip
Ein Flugzeug muss nach der Halbkreisflugregel bestimmte Flughöhen einhalten, die sich aus seinem missweisenden Kurs über Grund ergeben. Hierbei ist zu unterscheiden zwischen IFR (Instrumentenflug) und VFR (Sichtflug). Die vom Flugzeug einzuhaltende Höhe beim Überlandflug nennt sich Reiseflughöhe.
- Bei einem missweisenden Kurs von 0° bis 179° gelten für IFR-Flieger die Flughöhen, die „ungeraden Tausendern“ entsprechen: FL 50/70/90 und so weiter, entsprechend 5.000/7.000/9.000 ft bezogen auf Normaldruck. VFR-Flieger fliegen um 500 ft höher, also FL 55/75/95 etc. Gedächtnisstütze: Ost = odd (engl. für „ungerade“).
- Bei einem missweisenden Kurs von 180° bis 359° gelten für IFR-Flieger die Flughöhen, die „geraden Tausendern“ entsprechen: FL 60/80/100 und so weiter, entsprechend 6.000/8.000/10.000 ft bezogen auf Normaldruck. VFR-Flieger fliegen auch hier um 500 ft höher, also FL 65/85/105 etc.

Nach der europäischen Regelung ist die Halbkreisflugregel bei einer Flughöhe von über 3000 Fuß über Grund (AGL) einzunehmen. Die Einstellung des Höhenmessers richtet sich danach nach der Übergangshöhe. Unterhalb der Übergangshöhe auf den Höhe über dem Meeresspiegel (MSL), darüber auf den Normaldruck und die Höhe nennt sich Flight Level.

## Beispiele
- Beispiel 1: Auf Kurs 010 ist Gegenverkehr nur von vorne und links (links vorn bis links hinten) zu erwarten. Die Halbkreisflugregeln reduzieren also den Gegenverkehr, da ein Großteil der Flugzeuge in die gleiche oder ähnliche Richtung fliegt (maximal 180° Kursabweichung voneinander). So können die Piloten ihre Luftraumbeobachtung auf 180° des Luftraumes konzentrieren, ohne den übrigen Luftraum ganz aus den Augen zu lassen.

- Beispiel 2: Auf Kurs 090 sind andere Flugzeuge nur aus dem hinteren rechten und linken Quadranten zu erwarten. Der Pilot muss also nur auf direkt von rechts oder links kommende Flugzeuge achten. Von hinten kommende Flugzeuge kann er sowieso nicht sehen. Diese müssen ihm ausweichen. Natürlich kann sich das Flugzeug auf dem Beispielkurs 090 von hinten an langsamer fliegende Flugzeuge annähern, deshalb muss auch der Luftraum vorne beobachtet werden. Diesen Flugzeugen nähert man sich mit wesentlich geringeren Relativgeschwindigkeit als bei direktem Gegenverkehr.

Der missweisende Kurs über Grund darf nicht mit dem magnetischen Steuerkurs (englisch heading) verwechselt werden. Beim Steuerkurs, der am Magnetkompass anliegt ist auch die Windabdrift des Winddreieck zu berücksichtigen.

## Ausnahmen
Von der Halbkreisflugregel darf abgewichen werden, wenn es die Sicherheit des Fluges erfordert oder dieses Verfahren andere Regeln und Verfahren zur Kollisionsvermeidung angewendet werden.
- IFR-Verkehr innerhalb von kontrolliertem Luftraum muss sich nicht an die Halbkreisflughöhen halten, da ihm seine Flughöhe von der Flugsicherung (ATC) zugewiesen wird. Die Anweisungen der Flugsicherung gehen der Halbkreisflugregel vor.[1] Die Flugzeuge werden allerdings an den Nachbarsektor normalerweise konform nach Halbkreisflughöhen übergeben.
- Im Steigflug bzw. Sinkflug können die Halbkreisflugregeln nicht eingehalten werden. Beim Geradeausflug muss der Pilot also auch mit Flugzeugen im Sink- oder Steigflug aus allen möglichen Richtungen rechnen.
- Ab Flugfläche 290 müssen Flugzeuge mit RVSM-Equipment ausgestattet sein, um weiterhin im 1000-ft-Abstand gestaffelt zu werden. Andernfalls wird dann mit 2000 ft Mindestabstand gestaffelt. Ab Flugfläche 410 gilt, begründet durch abnehmende Radargenauigkeit, nur noch die 2000-ft-Staffelung, gerade Flugflächen fallen dann weg. Es verbleiben also FL 430 (westliche Richtung), FL 450 (östliche Richtung), FL 470 (westliche Richtung) usw.

## Geschichte
Bis 2015 war in Deutschland die Halbkreisflughöhe an die Übergangshöhe von 5000 Fuß gekoppelt, d. h. hier konnte unterhalb der Übergangshöhe die Flughöhe frei gewählt werden. Aufgrund europäischen Regelungen wurde zwar die Luftverkehrs-Ordnung geändert, jedoch der Inhalt der bisherigen Regelung als Abweichung von SERA beibehalten. In anderen Ländern waren Übergangshöhe und Höhe für die Halbkreisflugregel bereits vor SERA unabhängig, z. B. gilt in Österreich eine Übergangshöhe von 10.000 Fuß, in den Vereinigten Staaten eine Übergangshöhe von 18.000 Fuß, während die Halbkreisflugregel ab 3000 Fuß AGL in Kraft tritt.
In Großbritannien galten bis April 2015 Quadrantenflugregeln.